# 札幌市立米里中学校
札幌市立米里中学校（さっぽろしりつ よねさとちゅうがっこう）は、北海道札幌市白石区米里1条4丁目にある市立中学校。

## 沿革
- 1986年6月3日 - 札幌市立学校設置条例の一部が改正され、校名が「札幌市立米里中学校」に決定。
- 1986年11月1日 - 札幌市立学校設置条例の一部改正により、学校設置が認可。同日が米里中学校開校記念日に制定。
- 1987年1月30日 - 校舎が完成し、引き渡しが行われる。
- 1987年3月25日 - 札幌市立幌東中学校・札幌市立北白石中学校より分割し開校。同日に、移籍生徒受け入れ式が開かれる。
- 1987年3月26日 - 開校式及び祝賀会が開かれる。
- 1991年10月31日 - 開校5周年記念式典が開かれる。
- 2012年4月 - 札幌市立東米里中学校を統合する。
- 2012年4月 - 新1年生より標準服が、学生服・セーラー服からブレザーに変更となる。
- 2014年4月 - 上靴が変更となる。
- 2016年10月 - 開校30周年記念式典が開かれる。

## 教育目標
人間性豊かな生徒の育成をめざして
- 真理を求めて、たゆまず努力する生徒（進んで学ぶ生徒）
- 情操を豊かにし、たがいに敬愛しあう生徒（心豊かな生徒）
- 健康でたくましい体力、気力のある生徒（健康でたくましい生徒）

## 部活動
- 体育系
  - 野球部
  - サッカー部
  - バスケットボール部
  - バレーボール部
  - ソフトテニス部
  - バドミントン部（活動休止）
  - 体操部（活動停止）
  - 卓球部
  - 女子ソフトボール部（2001年まであったが部員不足のため廃部）
- 個人参加種目
  - 柔道部
  - 陸上部
  - スキー部
- 文化系
  - 吹奏楽部
  - 美術部
  - 科学部

## 所在地
- 北海道札幌市白石区米里1条4丁目5番1号

## 校区
- 札幌市立米里小学校
- 札幌市立菊水小学校
- 札幌市立東米里小学校※2011年3月31日より

## 周辺施設
- 札幌ジャンクション
- 豊平川処理場